# گلبول قرمز
گلبول‌های قرمز، گویچه‌های سرخ که در علوم و نشریات پزشکی به عنوان اریتروسیت‌ها (از زبان یونانی باستان اریتروس به معنی 'قرمز' و کیتوس به معنی 'رگ توخالی'، و سیت به معنای 'سلول' در کاربرد مدرن) شناخته می‌شوند، همچنین به عنوان سلول‌های قرمز، سلول‌های اریتروئیدی و به ندرت هماتیدها نیز شناخته می‌شوند، رایج‌ترین نوع سلول‌های خونی هستند و اصلی‌ترین راه رساندن اکسیژن (O
2) به بافت‌های بدن در مهره‌داران به حساب می‌آیند—از طریق جریان خون در دستگاه گردش خون. اریتروسیت‌ها در شش‌ها اکسیژن را جذب کرده و یا در ماهی‌ها در آبشش‌ها و آن را هنگام عبور از مویرگ‌های بدن به بافت‌ها آزاد می‌کنند.
سیتوپلاسم یک گلبول قرمز غنی از هموگلوبین، یک زیست‌مولکول حاوی آهن است که می‌تواند اکسیژن را متصل کند و مسئول رنگ قرمز سلول‌ها و خون است. هر گلبول قرمز انسانی تقریباً حاوی ۲۷۰ میلیون مولکول هموگلوبین است. غشای سلولی از پروتئین‌ها و لیپیدها تشکیل شده است و این ساختار ویژگی‌های ضروری برای عملکرد فیزیولوژیکی سلول، مانند قابلیت تغییر شکل و پایداری گلبول‌های خونی را در حین عبور از سیستم گردش خون، به‌ویژه شبکه مویرگی، فراهم می‌کند.
در انسان‌ها، گلبول‌های قرمز بالغ به صورت دیسک‌های انعطاف‌پذیر دوکانونی هستند. این سلول‌ها فاقد هسته سلولی (که در حین توسعه خارج می‌شود) و اندامک‌ها هستند تا حداکثر فضا را برای هموگلوبین فراهم کنند؛ می‌توان آنها را به عنوان کیسه‌های هموگلوبین تصور کرد، با غشای پلاسما به عنوان کیسه. در هر ثانیه حدود ۲٫۴ میلیون اریتروسیت جدید در بزرگ‌سالان انسانی تولید می‌شود. این سلول‌ها در مغز استخوان توسعه می‌یابند و به مدت حدود ۱۰۰–۱۲۰ روز در بدن به گردش در می‌آیند تا اجزای آنها توسط ماکروفاژها بازیافت شود. هر چرخه گردش خون حدود ۶۰ ثانیه (یک دقیقه) طول می‌کشد. تقریباً ۸۴٪ از سلول‌های موجود در بدن انسان را ۲۰–۳۰ تریلیون گلبول قرمز تشکیل می‌دهند. نزدیک به نیمی از حجم خون (۴۰ تا ۴۵٪) را گلبول‌های قرمز تشکیل می‌دهند.
گلبول‌های قرمز بسته‌بندی شده، گلبول‌های قرمزی هستند که اهدا شده، پردازش شده و در بانک خون برای انتقال خون ذخیره شده‌اند.

## چرخهٔ زندگی

### تولید

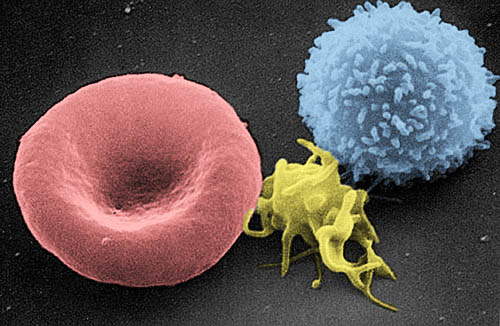
تصویر الکترونی از سلول‌های خون. گلبول قرمز (چپ تصویر)، پلاکت (میانه تصویر)، لوکوسیت (راست تصویر)
تصویر۱:۲۰۰۰۰۰۰

اریتروسیت‌ها در دوران جنینی ابتدا در کیسه زرده و سپس در کبد، طحال، گره‌های لنفی و مغز استخوان ساخته می‌شوند. از حدود ۵ سالگی به بعد گلبول سازی فقط در مغز استخوان‌های پهن و قسمتی از استخوان‌های متصل به تنه (مانند: ران) انجام می‌شود. عامل تنظیم‌کننده ساخت اریتروسیت‌ها پروتئینی به نام اریتروپویتین است که بر اثر کاهش اکسیژن رسانی به بافت‌ها از کبد و کلیه‌ها ترشح می‌شود. برای ساخت اریتروسیت‌ها وجود ویتامین ب۱۲ و همچنین اسید فولیک ضروری است؛ بنابراین کمبود آهن در بدن باعث نوعی کمخونی خیلی بد به نام آنِمی فقر آهن می‌شود.
عمر اریتروسیت‌ها در حدود ۱۲۰ روز است و بعد از آن غشای آن‌ها سخت و شکننده می‌شود و وقتی پیر می‌شوند، در هنگام عبور از مویرگ‌های کبد و طحال آسیب می‌بینند و از بین می‌روند و هموگلوبین ان توسط ماکروفاژ تبدیل به امینو اسید می‌شود و توسط جریان خون به مغز استخوان می‌رود تا دوباره این فرایند از سر گرفته شود.
به فرایند تولید گلبول قرمز Erythropoiesis گویند. در صورت کاهش یافتن سطح اکسیژن در کلیه، کلیه هورمون اریتروپویتین را به مقدار بیشتری ترشح می‌کند و فرایند تولید گلبول قرمز شدت پیدا می‌کند. در کمبود اکسیژن مقدار اریتروپوئیتین پس از ۲۴ ساعت به حداکثر می‌رسد

### زندگی فعال
طول عمر مفید یک یاختهٔ سرخ خونی ۱۰۰ تا ۱۲۰ روز می‌باشد. در این مدت آنان به وسیلهٔ فشار خون در رگ‌ها جابه‌جا می‌شوند. گلبول‌های قرمز فاقد هسته بوده و شکل دیسک مانند با طرفین مقعر دارند. متوسط اندازه گویچه‌های قرمز حدود ۷٫۸ میکرون و ضخامت آن‌ها در ضخیم‌ترین نقطه ۲٫۵ میکرون و در مرکز حدود ۱ میکرون است. شکل گلبول‌های قرمز به آن‌ها اجازه می‌دهد که درون عروق بسیار ریز بدن نظیر مویرگ‌های انتهایی به خوبی فشرده شده و از آن‌ها عبور کنند.

## بیماری‌ها و اختلالات گلبول‌های قرمز
این اختلالات بسیار متنوعند از نقائص آنزیمی مانند فاویسم، انواع کم خونی مانند کم خونی فقر آهن، تالاسمی و سلول داسی شکل، اختلالات شکل گویچه مانند اسفروسیتوز.